# Hohmschloot
Der Hohmschloot ist ein Schloot  auf dem Gebiet der Stadt Wittmund im Landkreis Wittmund in Ostfriesland. Es entspringt am Rande in Lehmkuhlen südlich des Wittmunder Stadtteils Willen und mündet südlich des Quellorts in die Harle.